# Sentino
Sentino ist der Künstlername von Sebastian Enrique Álvarez Pałucki (* 8. Juni 1983 in Berlin), der sich auch Sentence nannte. Álvarez ist ein deutsch-polnischer Rapper und Songwriter aus Berlin-Pankow mit polnischen und chilenischen Wurzeln.

## Leben
Sebastian Álvarez Pałucki wuchs bei seiner polnischen Mutter auf, nachdem sein chilenischer Vater die Familie verlassen hatte. Kurzzeitig lebte er daraufhin auch bei seinen Verwandten in Warschau. Er brach früh die Schule ab, um sich, nach eigenen Aussagen, dem Rappen zu widmen. Mit 15 Jahren trat er auf der Freestyle-Bühne Royal Bunker auf. Dort lernte er den Rapper Joe Rilla von der Hip-Hop-Formation Analphabeten kennen. Er ging mit ihnen auf Tour und wirkte auf deren Album mit.
Álvarez stand anschließend als Sentence bei dem Label Def Jam Germany unter Vertrag, das vor der Veröffentlichung seiner schon aufgenommenen Platte insolvent wurde. Ebenso wenig wurde ein Album bei BMG Subword trotz eines Vertrags veröffentlicht. Doch letztlich brachte er es auch ohne Plattenvertrag zu einiger Bekanntheit, häufig wurde er in Texten anderer Rapper erwähnt, auch ohne ein eigenes Album veröffentlicht zu haben.
„Hip-Hop-Insider“ diskutieren seine angebliche Tätigkeit als Ghostwriter für andere Berliner Rapper wie zum Beispiel Bushido oder Fler. Sentino hat mit vielen bekannten deutschen Rappern zusammengearbeitet. Er rappt z. B. mit Bushido auf Electro Ghetto die Tracks Teufelskreis und Deutschland (gib mir ein Mic). In Berlin hat er mit dem Ostblokk, Optik Records, PX-Records, Aggro Berlin und ersguterjunge zusammengearbeitet. Ansonsten arbeitete er unter anderem auch mit Künstlern von Phlatline aus Chemnitz, Oibel Troibel aus der Schweiz, Paolo77 aus Hamburg, Ali A$ aus München oder Jonesmann aus Frankfurt am Main zusammen.
2004 gründeten Axel Schwenk, damals Besitzer der Internet-Plattform Clubbersguide.cc, und Ingo Rottmann das Plattenlabel 5 vor 12 Records, wo außer Sentence auch Kid Kobra unter Vertrag genommen wurde. 2005 antwortete Sentino dem Hamburger Rapper Samy Deluxe per Internettrack auf einen Diss vom splash!; allerdings reagierte Samy Deluxe nicht auf diese Stichelei.
Sentinos erstes Album Ich bin deutscher Hip Hop erschien am 20. Oktober 2006. Das Album hat eine Spielzeit von 83 Minuten und wurde unter anderem von Monroe, Brisk Fingaz und DJ Ilan produziert. Als Gäste wirkten Azad, Manuellsen und der Berliner Megaloh mit. Im Remix der Single wirkte Olli Banjo mit, welcher Sentino in seinen Songs zuvor eher in negativem Kontext erwähnt hatte.
Nach Veröffentlichung des Albums trennte sich Sentino von 5 vor 12 Records. Kurzzeitig war er im Umfeld von Manuellsens Label Shrazy Records aktiv und nahm dort auch 15 Songs auf, die jedoch aufgrund von Labelunstimmigkeiten nie erschienen. Am 30. November 2007 erschien das Mixtape Sentino …und stolz drauf! über Liquor Music als Vorgeschmack auf Sentino's Way 3 – Sohn des Paten, welches aber erst fast 10 Jahre später, im März 2017 erschien.
In der Folgezeit zog Sentino zurück in seine Heimatstadt Warschau, wo er über eine längere Zeit lebte und sich vorübergehend aus der Musikszene zurückzog. Nach dieser Auszeit meldete sich Sentino 2010 auf Monroes Produzentenalbum Movement zurück. Kurz darauf veröffentlichte er den Track Wilder Osten, der ein Comeback für 2010 ankündigte.
Im Dezember 2011 gab er bekannt, seinen Zweitnamen Sentence abzulegen und fortan nur noch als Sentino aufzutreten.
Im Februar 2012 veröffentlichte Sentino sein zweites Album Stiller Westen. Es erschien bei Paraschizzo Records Schweiz und wurde von Nation GmbH Schweiz & Groove Attack Deutschland vertrieben. Anschließend war er wieder vermehrt im Umfeld des Rappers Fler und dessen Label Maskulin aktiv. Er beteiligte sich unter anderem mit Features bei Tracks wie Rap Renegades und Lila Scheine auf der 2012 veröffentlichten Compilation Maskulin Mixtape Vol. 2,. Im Laufe desselben Jahres machte er außerdem durch Feature-Parts auf den Songs Klassentreffen auf dem Album Ek To The Roots von Eko Fresh sowie auf dem Parallelen United Remix des Frankfurter Rap-Duos Celo & Abdi auf sich aufmerksam.
Am 30. Mai 2014 erschien mit Wilder Westen ein Remix-Album, basierend auf Sentinos 2012 veröffentlichtem Soloalbum Stiller Westen. Zudem war Sentino im TrackDrogen, Nutten und Cash des Albums Neue Deutsche Welle 2 von Fler vertreten.
Ab Anfang 2016 war er bei Flers Label Maskulin unter Vertrag. Im Februar 2016 war er als Feature-Gast in der Single Unterwegs von Fler vertreten. Im Juni 2016 verkündete Fler in einem Internetvideo, dass Sentino erneut nach Polen gezogen sei und nicht beabsichtige, seinen Vertrag beim Label Maskulin zu erfüllen. Die gemeinsame Arbeit sei demnach bereits wieder beendet.
Für Ende Januar 2021 wurde sein neues Album "Smile" angekündigt. Dieses wurde am 5. März 2021 veröffentlicht. Ein weiteres, komplett auf Polnisch verfasstes Soloalbum mit dem Namen Czary Mary erschien am 9. April 2021.
2022 berichteten die Medien von seinen Verbindungen zur Pruszkow-Mafia und deren Chef Andrzej Banasiuk alias „Słowik“.

## Diskografie

### Alben
- 2002: Kunst des Krieges (Unveröffentlicht, wurde 2012 geleakt)
- 2006: Ich bin deutscher Hip Hop
- 2012: Stiller Westen
- 2017: Sentinos Way 3 – Sohn des Paten (über Get Money Live Life)
- 2020: Zabójstwo liryczne III
- 2020: Zabójstwo liryczne 0 - Duc de Pologne
- 2021: Smile
- 2021: Czary Mary
- 2021: Fenix
- 2021: King Sento (PL: Gold)
- 2022: Aporofobia (PL: Gold)
- 2022: Megalomania (PL: Platin)
- 2022: ZL4EVER
- 2023: KOLYSANKI DLA ULICY
- 2023: Wo ist mein Geld

### Mixtapes
- 2005: Sentino’s Way – Fall und Aufstieg
- 2005: Sentino’s Way II – La Vida Loca
- 2007: Sentino … und stolz drauf
- 2014: Zabójstwo Liryczne (über Get Money Live Life)
- 2014: Wilder Westen (Remix-Album)
- 2015: Zabójstwo Liryczne 2.0 (über Get Money Live Life)
- 2018: Zabójstwo Liryczne 3.0
- 2020: 20/20

### EPs
- 2018: El Malo[10]
- 2019: Ganando la vida

### Singles
- 2006: Ich bin deutscher Hip Hop
- 2016: Tatuażyk (über Step Records PL; auf "Zabójstwo Liryczne 3.0")
- 2016: Ingenieur des Verbrechens (über Get Money Live Life; auf "Sentinos Way 3 – Sohn des Paten")
- 2017: Milieu (über Get Money Live Life; auf "Sentinos Way 3 – Sohn des Paten")
- 2017: Zapytaj O Mnie feat. Malik Montana
- 2017: Skąd Ty To Znasz feat. Diho
- 2017: Czarna chmura (über Step Records PL; auf "Zabójstwo Liryczne 3.0")
- 2021: Rio (PL: Platin)[11]
- 2021: Algeciras (PL: Gold)
- 2021: Ostatnia nocka ale to DRILL (mit Maciej Maleńczuk feat. Yugopolis, PL: Platin)
- 2022: Powww! (PL: ×2Doppelplatin )
- 2022: Trójkąt Bermudzki (mit Nitro & Masny Ben, PL: Platin)
- 2022: Lato (PL: ×3Dreifachplatin )
- 2022: Midas (PL: Platin)
- 2023: KOSMOS (PL: Platin)
- 2023: SKANDAL (PL: Gold)

### Gastbeiträge
- 2004 Teufelskreis und Deutschland gib mir ein Mic (auf Electro Ghetto von Bushido)
- 2008 Szczecin, Berlin, Poznań feat. Peja, Sobota, Sage, Wini, Tony Jazzu (auf Mixtape 3 von DJ Feel-X)
- 2010: Ich kann nur gewinnen feat. Eko Fresh, Ali A$, Pretty Mo, Ado Kojo & Moneyboy (auf Freezy Bumaye 2.0 – Es war alles meine Idee)
- 2010: Szampana do ręki (auf Diho RaZ von Diho)
- 2011: Bundesdruckerei feat. DJ Sweap & DJ Pfund 500 (auf Ein Fall für Zwei)
- 2012: Klassentreffen feat. Eko Fresh, Ali A$, Toni der Assi, Pappa Landliebe, Pillath & MoTrip
- 2014: Drogen, Nutten und Cash (auf Neue Deutsche Welle 2 von Fler)
- 2014: Confia en Mi (single von Pablo Novacci)
- 2014: Penthaus (single von Kaz Bałagane)
- 2015: Robię dym (single von Teka)
- 2016: Unterwegs (auf Vibe von Fler)
- 2016: Ludzie Z Gór (auf Haram Masari von Malik Montana)
- 2018: Strasse (single von Бандит777 & Flekz)
- 2018: Nutte sag mir wie die Aktien stehen (auf Hoodtape 3 von Kollegah)
- 2020: Wie ein Rockstar (single von LMSS)
- 2020: ŚWIATTOMÓJPLACZABAW auf ROMANTIC PSYCHO von Quebonafide (PL: Platin)